# Eborico
Rei suevo (583-584), também é chamado Eurico. Sucedeu a seu pai Miro. Viu-se forçado a reconhecer a supremacia dos visigodos, o que deu origem a uma revolta da aristocracia e à sua queda do poder. Foi assassinado por Andeca, o qual se casou, à força, com a mãe de Eborico (viúva de Miro) e se proclamou rei.